# Naissance en 1407
Naissance
- 1403
- 1404
- 1405
- 1406
- 1407
- 1408
- 1409
- 1410
- 1411

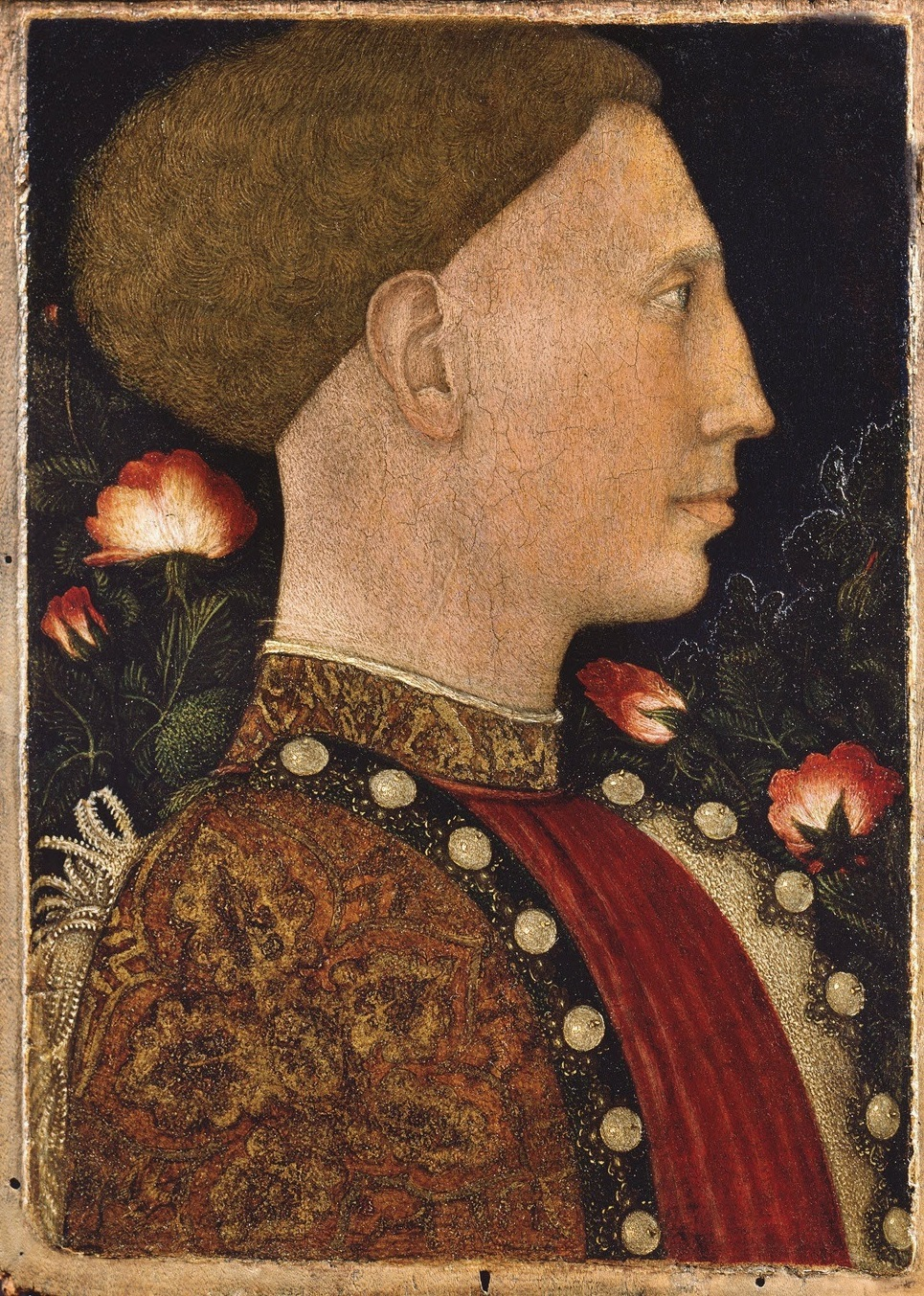
Lionel d'Este, né en 1407.

Cette page dresse une liste de personnalités nées au cours de l'année 1407  :
- 14 mars : Jacques Ier de Bade, margrave de Bade.
- 27 août : Ashikaga Yoshikazu, cinquième des shoguns Ashikaga.
- 7 septembre : Éléonore de Bourbon, comtesse de la Marche, de Castres et duchesse de Nemours.
- 8 novembre : Alain IV de Coëtivy, évêque d'Avignon, d'Uzès, de Nîmes et de Dol, cardinal au titre de Sainte-Préxède, puis cardinal-évêque de Palestrina et cardinal de Sabine.
- 18 décembre : Richard Olivier de Longueil, surnommé le cardinal de Coutances ou d'Eu, cardinal français.

- Lionel d'Este, condottiere et homme politique italien membre de la Maison d'Este, marquis de Ferrare.
- Jacques d'Ulm, religieux de l'ordre dominicain et un peintre sur verre du Quattrocento actif à Bologne.
- Louis II de Beaumont-Bressuire,  ou Louis de Beaumont, appelé également Louis de Beaumont-la-Forest, chevalier et seigneur de Bressuire, seigneur de La Forest, du Plessis-Macé, de Missé, de Commequiers, sénéchal du Poitou et chambellan de Louis XI.
- Agnès de Bourgogne, princesse de la maison de Bourgogne, devenue duchesse de Bourbon.
- Catherine de Lorraine, épouse du margrave Jacques Ier de Bade.
- Marguerite de Valois, dite « Mademoiselle de Belleville », fille illégitime du roi de France Charles VI et de sa maîtresse Odinette de Champdivers.
- Démétrios Paléologue, cinquième fils de l’empereur Manuel II.
- Pierre Doriole, homme d'État français, maire de La Rochelle et chancelier de France sous Louis XI.
- Alessandra Macinghi, noble italienne.
- Laurent Valla, humaniste, philologue et polémiste italien.

## Crédit d'auteurs
- Cet article est partiellement ou en totalité issu de l'article intitulé « 1407 » (voir la liste des auteurs).